# پاتریک پفلوک
پاتریک پفلوک (انگلیسی: Patrick Pflücke؛ زادهٔ ۳۰ نوامبر ۱۹۹۶) بازیکن فوتبال اهل آلمان است.
از باشگاه‌هایی که در آن بازی کرده‌است می‌توان به باشگاه فوتبال اوردینگن ۰۵، باشگاه فوتبال ماینتس ۰۵، و باشگاه فوتبال رودا جی‌سی کرکراد اشاره کرد.